# NGC 7116
NGC 7116 (другие обозначения — PGC 67218, UGC 11796, MCG 5-51-1, ZWG 493.5) — галактика в созвездии Лебедь.
Этот объект входит в число перечисленных в оригинальной редакции «Нового общего каталога».
В галактике вспыхнула сверхновая SN 2004by типа II-p, её пиковая видимая звездная величина составила 18,9.